# Anna Maria Bernini
Anna Maria Bernini (Bolonia, 17 de agosto de 1965) es una política, abogada y profesora universitaria italiana. Desde el 27 de marzo de 2018 es jefa de grupo de Forza Italia en el Senado de la República y desde el 15 de febrero de 2021 vicecoordinadora nacional del partido.
Primero fue miembro de Alianza Nacional, luego de El Pueblo de la Libertad y finalmente de Forza Italia, ejerciendo del 27 de julio al 16 de noviembre de 2011 como ministra de Política Europea en el cuarto gobierno de Silvio Berlusconi. Desde el 22 de octubre de 2022 es ministra de Universidades e Investigación en el gobierno de coalición de derecha y extrema derecha liderado por Giorgia Meloni.

## Biografía
Nacida en Bolonia en 1965, es hija de Giorgio Bernini (1928-2020), jurista, abogado de la ONU y político, diputado y ministro de Comercio Exterior en el primer gobierno de Silvio Berlusconi. Se licenció con honores en Derecho por la Universidad de Bolonia en 1991.
Completó su formación jurídica participando en varios programas de estudio en el extranjero en la Universidad de Míchigan, la Cámara de Comercio Internacional de París, la Corte de Arbitraje Internacional de Londres (LCIA), el Queen Mary College, el Chartered Institute of Arbitrators de Londres, el Institut du Droit et des Pratiques des Affaires Internationales de la Chambre de Commerce Internationale y la American Arbitration Association (AAA).

### Actividades académicas y profesionales

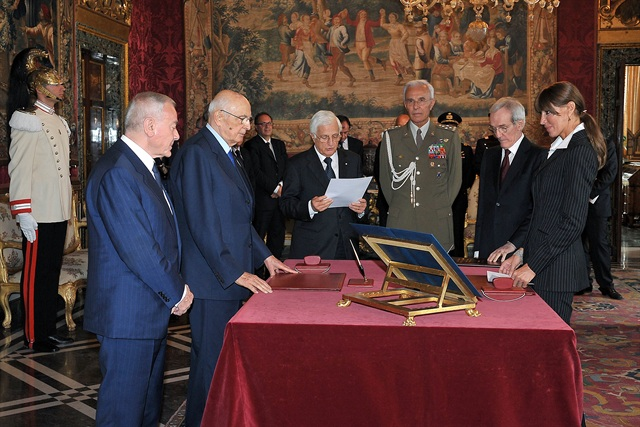
Bernini, en 2011, jurando su cargo de ministra de Política Europea ante el presidente de la República Giorgio Napolitano.

Tras cursar estudios de posgrado, continuó su carrera académica en la Universidad de Bolonia, convirtiéndose en profesora asociada de Derecho Público Comparado y especializándose, como su padre, en arbitraje nacional e internacional. En Bolonia ha impartido clases de Instituciones de Derecho Público y de Derecho de Arbitraje Nacional e Internacional y Procedimientos Alternativos, tanto en la Facultad de Economía como en la sede descentralizada de Forlì.
Miembro del Colegio de Abogados de Bolonia desde 1995, ha trabajado en su despacho de derecho de familia, asociado al bufete Baker McKenzie desde 2005. Ejerció la abogacía en las ramas de derecho civil y administrativo. Es autora de numerosas publicaciones (también en inglés y francés) y de una docena de monografías, principalmente sobre arbitraje, conciliación, métodos extrajudiciales de resolución de conflictos, derecho constitucional y de las telecomunicaciones, contratos de la administración pública, privatización y desregulación, sistemas de partidos, reforma constitucional y federalismo.
Fue, entre otros, abogada de Nicoletta Mantovani, viuda de Luciano Pavarotti.

### Vida privada
Se casó en 2003 con el ginecólogo Luciano Bovicelli (nacido en 1935), que murió en 2011.
Tras la muerte de su marido, se convirtió en pareja del periodista Alessandro De Angelis.

## Actividad política

### Inicios
En 2007, fue uno de los miembros fundadores de la Fundación FareFuturo, junto a Gianfranco Fini y Adolfo Urso, donde posteriormente fue miembro del "Comité de los Treinta", expresión de la Fundación FareFuturo, la Fundación Liberal y la Fundación Craxi.
En las elecciones parlamentarias de 2008 fue candidata a la Cámara de Diputados y fue elegida en la circunscripción de Emilia-Romaña por El Pueblo de la Libertad en la cuota dentro de Alianza Nacional. En la XVI legislatura fue miembro del grupo parlamentario El Pueblo de la Libertad y participó como componente en la I Comisión de Asuntos Constitucionales, así como en la Comisión de Autorizaciones, la Comisión Parlamentaria para la Simplificación de la Legislación, la Comisión Parlamentaria de Enjuiciamiento, la Comisión Judicial de Personal, la Comisión de Legislación y la Comisión Parlamentaria para la Aplicación del Federalismo Fiscal.

### Gobierno regional de Emilia-Romaña y ministra de Políticas Europeas
Ante la convocatoria de las elecciones regionales de 2010 en Emilia-Romaña, el 29 de enero de 2010 se hizo oficial la candidatura de Bernini a la presidencia de la región de Emilia-Romaña, en sustitución del candidato original, Giancarlo Mazzuca, siendo apoyada por la coalición de centro-derecha formada por su partido El Pueblo de la Libertad, la Liga Norte y La Derecha de Francesco Storace. Sin embargo, obtuvo el 36,73% de los votos en las elecciones, por lo que fue derrotada por el presidente saliente de centro-izquierda Vasco Errani (52,07%).
En julio de 2011, en previsión de una remodelación del cuarto gobierno de Berlusconi, es dada por la prensa como una de las favoritas para suceder al dimitido Angelino Alfano como ministro de Justicia. Sin embargo, el 28 de julio fue preferida por el exmagistrado y subsecretario del Interior Nitto Palma, aunque fue nombrada ministra de Políticas Europeas, que estaba vacante desde el 15 de noviembre de 2010 tras la dimisión de Andrea Ronchi, donde Bernini siguió siendo ministra durante unos meses hasta la dimisión de Silvio Berlusconi el 16 de noviembre.

### Elección como senadora
En las elecciones políticas de 2013 fue candidata al Senado de la República, y fue elegida como líder de El Pueblo de la Libertad en la circunscripción de Emilia-Romaña. Durante la XVII legislatura, fue miembro de la I Comisión de Asuntos Constitucionales, del Consejo del Reglamento y de la Comisión Parlamentaria para la Dirección y Supervisión General de los Servicios de Radio y Televisión.
El 16 de noviembre de 2013, con la suspensión de las actividades del PdL, se unió al renacimiento de Forza Italia, convirtiéndose en su vicepresidenta del grupo parlamentario en el Senado, pasando a ser el 24 de marzo de 2014 miembro del Comité Presidencial de Forza Italia.
En la sesión del Senado del 27 de noviembre de 2013, en la que la mayoría del parlamento votó a favor de la inhabilitación de Berlusconi, decidió, junto con otros de sus colegas como Elisabetta Casellati, vestirse completamente de negro, considerando la citada decisión como un "luto por la democracia" y a los votantes a favor como un "pelotón de fusilamiento".
El 4 de febrero de 2015, tras la ruptura del Patto del Nazareno con la elección de Sergio Mattarella como presidente de la República y las desavenencias internas del partido, volvió a poner su renuncia al cargo en manos de Silvio Berlusconi, junto al líder del grupo, Paolo Romani, con sus homólogos de la Cámara, Mariastella Gelmini y Renato Brunetta, pero Berlusconi la rechazó.

### Líder de Forza Italia en el Senado

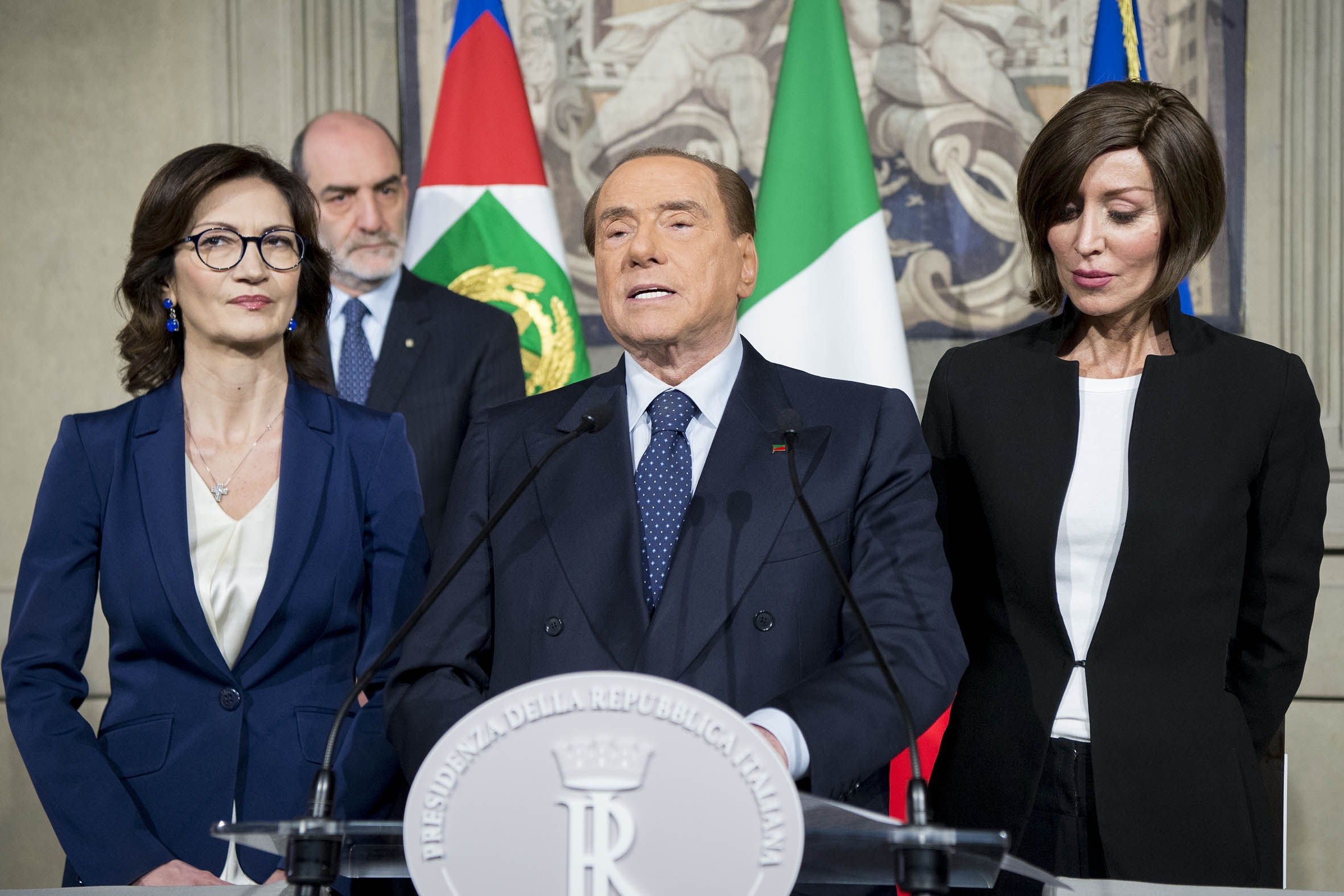
Bernini (dcha) con Mariastella Gelmini y Silvio Berlusconi durante las consultas de 2018.

En las elecciones generales de 2018, fue candidata por Forza Italia al Senado como primera candidata en las circunscripciones plurinominales Lazio - 01 y Emilia-Romaña - 01, así como en segunda posición en la circunscripción plurinominal Emilia-Romaña - 02. Posteriormente fue elegida senadora por la circunscripción Emilia-Romaña - 01, que incluía su ciudad natal, Bolonia.
El 23 de marzo, fue propuesta por la Liga Norte como posible presidenta del Senado, con el apoyo del Movimiento 5 Estrellas; sin embargo, tras la opinión contraria de su partido, Bernini declinó la candidatura, optando por apoyar a su compañera de partido Maria Elisabetta Alberti Casellati.
Con el inicio de la XVIII legislatura, fue elegida, por unanimidad de los demás senadores de Forza Italia como líder del grupo en el Senado de la República.
El 1 de agosto de 2019 Berlusconi nombra una nueva Coordinación del Partido formada por Sestino Giacomoni, Antonio Tajani y las dos jefas de grupo, Mariastella Gelmini y Bernini, y al año siguiente añade a Gianni Letta, Niccolò Ghedini, Jole Santelli y el propio Berlusconi en las reuniones celebradas durante la emergencia por la pandemia de coronavirus. El 12 de mayo, Berlusconi nombra un nuevo equipo de coordinación de 14 personas, entre ellas Bernini.
El 15 de febrero de 2021, tras el nacimiento del Gobierno Draghi, que quedó fuera de la terna de nuevos ministros de Forza Italia, Bernini fue promovido por Berlusconi a coordinador nacional adjunto de Forza Italia, flanqueando a Antonio Tajani, con la tarea de coordinar las actividades del partido con los grupos parlamentarios de la Cámara, el Senado y el Parlamento Europeo.
En las elecciones parlamentarias anticipadas del 25 de septiembre de 2022, se presentó como candidata al Senado en la circunscripción uninominal Véneto - 03 (Padua), así como como candidata principal en las circunscripciones plurinominales Campania - 02 y Emilia-Romaña - 02. Bernini fue elegida en la circunscripción uninominal con el 54,65%, más del doble que su oponente de centro-izquierda Emanuele Alecci (24,32%).

## Posiciones e ideas políticas

### Derechos civiles

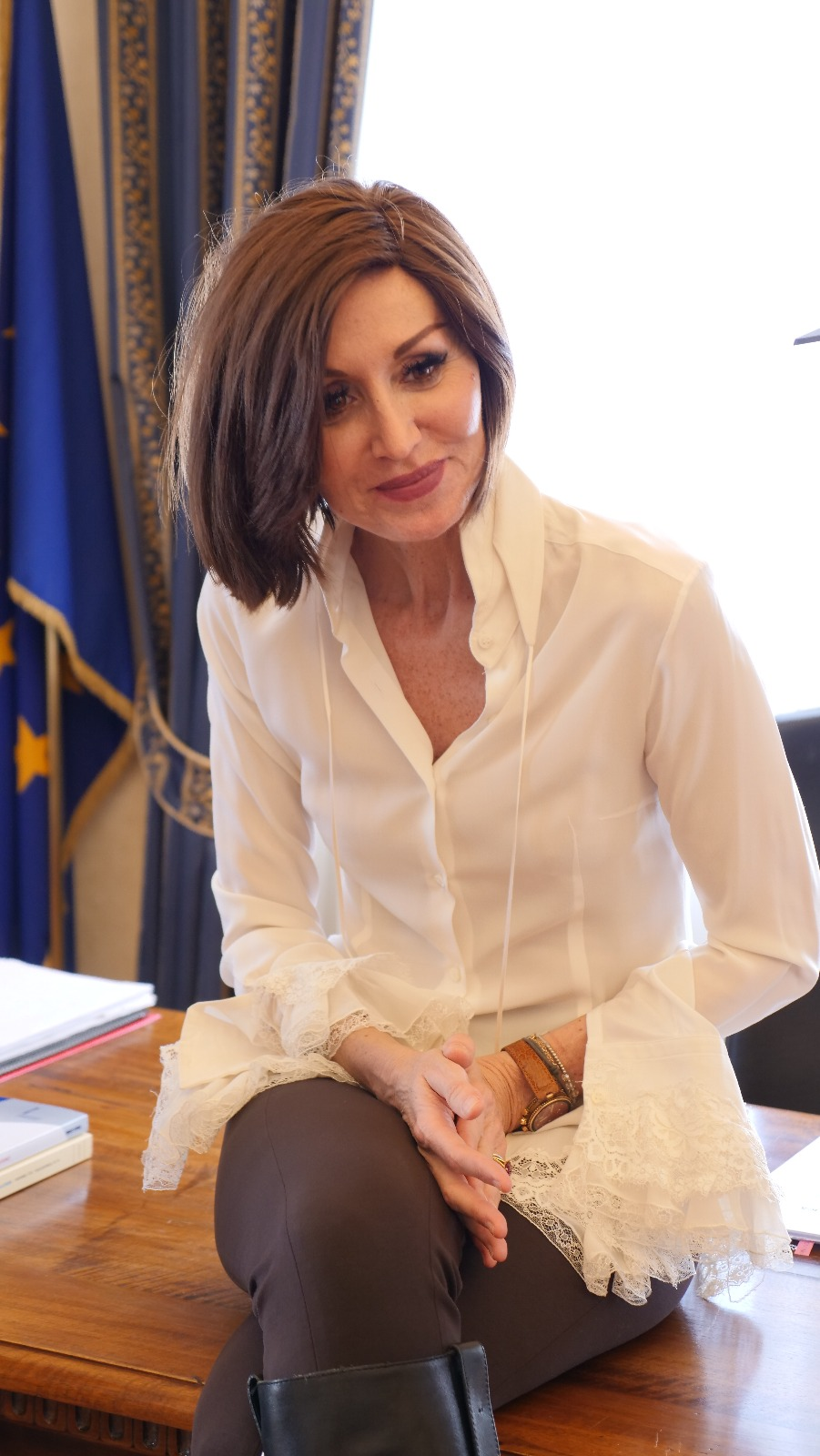
Bernini, en su despacho del Palazzo Madama, en 2019.

En 2016, durante la tramitación parlamentaria del llamado ddl Cirinnà sobre la regulación de las uniones civiles entre personas del mismo sexo y la regulación de las convivencias, se declaró a favor del proyecto de ley de adopción del niño en pleno votando a favor del texto (en disidencia de su propio grupo parlamentario). En la sesión del 9 de febrero, definió el proyecto de ley como un mero "primer borrador de respuesta [...] para contener una laguna europea y un vacío normativo", e incluso afirmó que le habría gustado que se actualizara el artículo 29 de la Constitución, que regula la institución del matrimonio, ya que "habría supuesto un salto real, y no sólo prometido, para toda la sociedad italiana, modernizando un país que demasiado a menudo mira al pasado".
Sin embargo, cuando el Gobierno planteó el voto de confianza al proyecto de ley el 25 de febrero, durante la sesión en la cámara de ese mismo día, la senadora se manifestó en contra de la imposición de la confianza "en una norma como ésta, que toca profundamente derechos muy sensibles", manifestando también su desacuerdo con la omisión de la obligación de fidelidad y la supresión del artículo sobre la adopción del hijo, por lo que votó en contra de la cuestión de confianza.
En 2020, se pronunció públicamente a favor del cantante Achille Lauro, muy criticado por sus actuaciones en el Festival de San Remo.
En mayo de 2020, como invitada de la asociación GayLib, se mostró dispuesta a apoyar un proyecto de ley con medidas para combatir los fenómenos homófobos con estas palabras: "Es inútil recordar, aquí, los numerosos episodios de discriminación o incluso de violencia, me basta con decir que el ordenamiento jurídico italiano guarda un silencio total sobre la cuestión de la lucha contra la violencia de carácter homófobo, ya sea física o verbal. ¿Creo que una ley así resolvería los problemas? Ciertamente no, pero sería una señal importante".

### Jóvenes meritorios
En 2019, presentó un proyecto de ley en favor de los jóvenes meritorios. La medida preveía sistemas de recompensa para los menores de 35 años especialmente meritorios mediante becas para realizar tesis de investigación, másteres de primer o segundo nivel, un fondo de puesta en marcha en temas relacionados con las nuevas tecnologías, fondos para el retorno de la fuga de cerebros, incentivos para estimular la contratación de jóvenes, el avance del aprendizaje y la creación del fondo Erasmus Italia. También en 2019 presentó otro proyecto de ley a favor de los jóvenes titulados, que preveía herramientas de rescate de títulos a efectos de jubilación.

### Política fiscal y tributaria
El 19 de abril de 2016, en materia fiscal, propuso un proyecto de ley sobre el desguace de los padrones fiscales para personas y empresas con dificultades económicas. También en materia fiscal, en la XVIII Legislatura, presentó otro proyecto de ley sobre la seguridad jurídica en las relaciones entre la administración tributaria y los contribuyentes. La intención declarada es crear una relación clara y transparente con la administración tributaria.

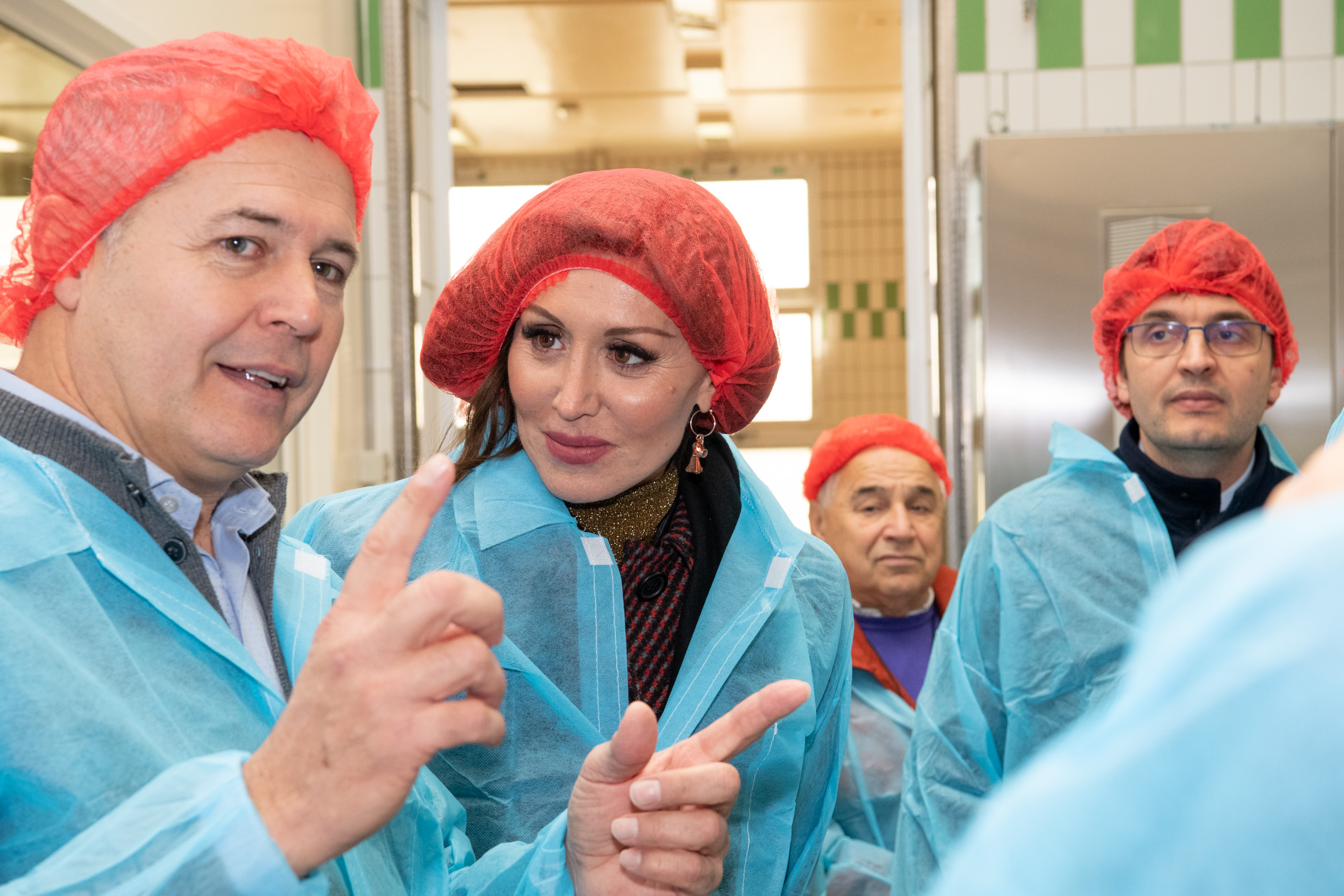
Bernini visitando una empresa alimentaria.

### Caza y cría
El 14 de noviembre de 2017, participando en el encuentro "La gestione del patrimonio vivi-faunistico in Italia: tra piccoli e grandi passi, dove siamo e dove arriveremo" de la Fundación UNA Onlus, se declaró a favor de la práctica de la caza. En 2019, su clara postura a favor de los agricultores y empresarios de la alimentación atacados por las asociaciones de defensa de los animales causó revuelo. Bernini declaró: "La política que nos gusta hacer en Forza Italia es entre la gente, en las empresas, al lado de los empresarios, los trabajadores y las familias".

## Controversias
En octubre de 2018, mientras se celebraba una votación para ratificar dos tratados firmados con los Emiratos Árabes Unidos en septiembre de 2015, Bernini fue sorprendida por el senador del Movimiento 5 Estrellas Giovanni Endrizzi votando por su compañera de FI Licia Ronzulli. Tras una protesta de los senadores del M5S, la votación fue anulada.